# Ullachapi Primero
Ullachapi Primero ist eine Ortschaft im Departamento La Paz im südamerikanischen Andenstaat Bolivien.

## Lage im Nahraum
Ullachapi Primero liegt in der Provinz Eliodoro Camacho und ist eine Ortschaft im Cantón Collasuyo in dem 2009 neu gebildeten Municipio Escoma, vorher zum Municipio Puerto Acosta gehörig. Die Ortschaft besteht aus den drei „localidades“ (Siedlungen) Kollasuyo mit 158 Einwohnern, Capillpata mit 206 Einwohnern, und Pakajachi mit 30 Einwohnern. Sie liegt auf einer Höhe von 3838 m auf der Halbinsel Challapata (Península de Challapata) am östlichen Ufer des Titicacasees an der Mündung des Río Suches und ist benachbart zu Ullachapi Segundo.

## Geographie
Ullachapi Primero liegt auf dem bolivianischen Altiplano zwischen dem Titicacasee im Westen und der Cordillera Muñecas im Osten. Das Klima der Region ist ein typisches Tageszeitenklima, bei dem die mittleren Temperaturschwankungen zwischen Tag und Nacht deutlicher ausfallen als zwischen den Jahreszeiten.
Die Jahresdurchschnittstemperatur der Region liegt bei 8 bis 9 °C, die Monatsdurchschnittswerte schwanken nur unwesentlich zwischen 5 und 6 °C im Juni/Juli und 10 °C im November/Dezember. Der mittlere Jahresniederschlag beträgt etwa 800 mm (siehe Klimadiagramm Escoma), die Monatswerte liegen in der ariden Zeit zwischen unter 20 mm von Juni bis August und einer Feuchtezeit von Dezember bis März mit Werten zwischen 120 und 165 mm.

## Verkehrsnetz
Ullachapi Primero liegt in einer Entfernung von 170 Straßenkilometern nordwestlich von La Paz, der Hauptstadt des gleichnamigen Departamentos.
Von La Paz führt die asphaltierte Nationalstraße Ruta 2 in nördlicher Richtung 70 Kilometer bis Huarina, von dort die Ruta 16 weitere 97 Kilometer über Achacachi, Ancoraimes und Puerto Carabuco nach Escoma. Von Escoma aus nach Nordwesten führt eine Nebenstrecke zur Landstadt Puerto Acosta, von Escoma nach Norden führt die Ruta 16 weiter Richtung Charazani, nach Süden dagegen zweigt von der Ruta 16 eine unbefestigte Landstraße in südwestlicher Richtung ab, folgt dem Río Suches nach Süden und erreicht über Ullachapi Segundo nach drei Kilometern Ullachapi Primero.

## Bevölkerung
Die Einwohnerzahl der Ortschaft ist im Jahrzehnt zwischen den letzten beiden Volkszählungen auf mehr als das Dreifache angestiegen:
| Jahr | Einwohner         | Quelle       |
| ---- | ----------------- | ------------ |
| 1992 | keine Detaildaten | Volkszählung |
| 2001 | 122               | Volkszählung |
| 2012 | 394               | Volkszählung |

Aufgrund der historischen Bevölkerungsentwicklung weist die Region einen hohen Anteil an Aymara-Bevölkerung auf, im Municipio Puerto Acosta in den Grenzen von 2001 haben 97,3 Prozent der Bevölkerung Aymara gesprochen.